# 신천축구장
신천축구장(新川蹴球場, Sincheon Football Field)은 대한민국 경기도 시흥시에 있는 스포츠 시설이다. 인조잔디 필드가 갖춰진 축구장이 설치되어 있으며, 2014년에 준공되었다.

## 참고 문헌
- 《2019년 전국 공공체육시설 현황 (2018년말 기준)》. 대한민국 문화체육관광부. 2020.